# Hartwig Asch von Schack
Hartwig Asch von Schack (* 1685; † 14. Februar 1734) war ein deutsch-dänischer Generalmajor unter dem König Christian V. von Dänemark und Norwegen, Obrist über Regiment und Träger des Dannebrog-Ordens.
Er war der Sohn des Generalmajors Hartwig von Schack († 19. Mai 1692), Herr von Stibbe und Dörpt (Dorphof), und dessen Ehefrau Ida von Ahlefeldt († 12. März 1721).
Seine Frau war Ulrica Amalia von Ahlefeldt (1693–1764), die Tochter des Königlichen Landrates Detlev Siegfried von Ahlefeldt. Die Ehe blieb kinderlos.